# Pronoia (psicologia)
Em psicologia, pronoia é um estado oposto à paranóia. Enquanto que quem sofre de paranóia acredita que todos conspiram contra si, quem sofre de pronoia acredita que tudo conspira a favor do indivíduo.
A palavra é um neologismo, sendo referido pela primeira vez em 1982 pelo Dr. Fred H. Goldner do Queens College em Nova York.